# Sergi Palencia i Hurtado
Sergi Palencia i Hurtado (Badalona, 23 de març de 1996) és un futbolista català.
Va iniciar-se en el futbol al Club de Futbol Badalona, tot i que des del 9 anys es va formar a les categories inferiors del Futbol Club Barcelona. Juga a la posició de lateral dret. Com els altres membres de la seva generació al planter del Barça, no va entrar al primer equip del club, però una vegada proclamat campió de la Lliga Juvenil de la UEFA, va debutar a segona divisió la temporada de 2014-2015 al Barça B, del qual va esdevenir capità el 2016.
Més tard, va passar al futbol francès. El 2018 va ser cedit al Girondins de Bordeus, on va jugar 25 dels 38 partits de la lliga francesa. L'any següent va ser fitxat per l'AS Saint-Étienne, que el va comprar al Barça per 3 milions d'euros. A causa de la crisi del francès i el desig del jugador de tornar a la lliga espanyola, l'AS el va cedir el 2020 al Club Deportivo Leganés, i de nou el 2021, donant opció a compra, i amb contracte fins a 2023.
D'altra banda, ha participat a la Lliga Europa com a internacional espanyol de la selecció sub-21.